# Кутузов, Николай Николаевич (актёр)
Никола́й Никола́евич Куту́зов (22 мая [5 июня] 1897, Кыштым, Пермская губерния, Российская империя — 9 мая 1981, Москва, СССР) — советский и российский актёр театра и кино. Мастер эпизода.

## Биография
Родился 22 мая (5 июня) 1897 года в Кыштыме Пермской губернии в семье горного инженера. Окончил реальное училище, владел несколькими иностранными языками. Участник Первой мировой войны. Служил в запасном воздухоплавательном батальоне, откуда был направлен и окончил курсы мотористов на Теоретических курсах авиации при Петроградском политехническом институте (РГВА. ф. 352. оп. 3. д. 59). Получил чин прапорщика, за что в 1938 году подвергался аресту органами НКВД («как член РОВС, бывший царский офицер»). Дело прекращено (ГА РФ. Д. П-5068).
Актёрскую деятельность начинал в провинции, в частных антрепризах. Одновременно стал сниматься в кино. В 1920-30-е годы сыграл заметные роли в картинах «В тылу у белых» (Анисимов — «Сова»), «Ордер на арест» (Валерий), «Пленники моря» (Николай Лер), «Конница скачет» (есаул Греч), «Праздник святого Иоргена» (начальник полиции), «Тайна Кара-Тау» (Кузнецов), «Год 19-й» (представитель малых держав).
В 1918—1922 годах — актёр частных антреприз в Тобольске, Тюмени, Екатеринбурге, Иркутске, Томске. В 1922—1924 учился в студии «Творчество» под руководством Б. Чайковского, одновременно — ответственный режиссёр театра Приморского райсовета в Хабаровске. С 1923 — в штате киностудии «Госкино» (впоследствии — «Мосфильм»), а с 1939 — и в штате киностудии ВГИКа. В 1926—1927 годах преподавал в студии на радио и в Мособлфилармонии.
После главной роли Кутузова завербованного иностранной разведкой ксендза Иеронима Десницкого в фильме 1925 года «Крест и маузер» нарком просвещения Анатолий Луначарский написал в рецензии:
«Эта картина — новая победа советской кинематографии и, пожалуй, самая крупная… Несмотря на мелодраматичность канвы, легко толкавшей к романтическому внешнему методу трактовки, Гардин сделал из картины, на мой взгляд, большой, глубокий психологический или, точнее, мимический фильм. Этому помогала талантливость исполнителей, особенно первоклассная, разнообразная, выпуклая, изумительная, порою патологически верная, острая мимика арт. Кутузова. С этим мастерством мимики можно поздравить русскую кинематографию» («Советский экран» № 18, 1926 год)
Режиссёр научно-популярного фильма «За спортивные игры» (1930), сорежиссёр фильма «Тайна Кара-Тау» (1932).

Н. Н. Кутузов в роли ведьмы в фильме «Вий» (1967).

В 1941—1942 годах — участник фронтовых концертных бригад, затем — режиссёр самодеятельного коллектива профсоюза работников угольной промышленности. В период войны Кутузов участвовал во фронтовых актёрских бригадах и руководил самодеятельностью. Затем, с возрастом, работал только в кино, преимущественно на «Мосфильме». Играл небольшие, эпизодические роли, порой выступал в самых эксцентрических образах: португалец («Пятнадцатилетний капитан»), пациент-художник («Попрыгунья»), индеец («Мексиканец»), белогвардейский генерал («Тихий Дон»), Хуан-Сантос («Наследники»), чёрный человек («Моцарт и Сальери»), суфлёр («Душечка»). Самая известная роль — ведьма в экранизации повести Гоголя «Вий».
Умер на 84-м году жизни 9 мая 1981 года от продолжительной болезни в Москве. Похоронен на Троекуровском кладбище.

## Фильмография
- 1925 — Крест и маузер — Иероним Десницкий
- 1925 — В тылу у белых
- 1925 — Ордер на арест — Валерий
- 1927 — Жена
- 1928 — Пленники моря
- 1928 — Провокатор — Виктор Боровский
- 1929 — Конница скачет
- 1930 — Праздник святого Иоргена — начальник полиции
- 1932 — Тайна Кара-Тау
- 1937 — Глубокий рейд
- 1945 — Пятнадцатилетний капитан — португалец
- 1953 — Адмирал Ушаков — генерал
- 1955 — Мексиканец — индеец
- 1955 — Попрыгунья — пациент-художник
- 1956 — Убийство на улице Данте — Грабю
- 1956 — На подмостках сцены — шарманщик
- 1958 — Идиот — жадный чиновник
- 1958 — Тихий Дон — белогвардейский генерал
- 1959 — Василий Суриков — раскольник
- 1960 — Наследники — Хуан-Сантос
- 1962 — Моцарт и Сальери — чёрный человек
- 1966 — Душечка — суфлёр
- 1966 — Андрей Рублёв — старший игумен
- 1966 — Скверный анекдот — гость под столом
- 1967 — Вий — ведьма
- 1967 — Стюардесса — пассажир самолёта
- 1968 — Война и мир — родственник Безуховых
- 1968 — Братья Карамазовы — чёрный монах
- 1970 — Бег — дряхлый эмигрант
- 1971 — 12 стульев — актёр театра «Колумб» (эпизодическая роль) (в титрах не указан)
- 1972 — Руслан и Людмила — иноземный посол
- 1973 — Вечный зов — тощий купец
- 1976 — Легенда о Тиле